# Gazi Warriors
i Gazi Warriors sono la squadra di football americano dell'Università Gazi di Ankara, in Turchia.

## Dettaglio stagioni

### Tornei nazionali

#### Campionato

##### TAFK/1. Lig
| Stagione | regular season | regular season | regular season | regular season | regular season | regular season | playoff | playoff | playoff | playoff | playoff | playoff    | playoff             |
|          | Vin            | Par            | Per            | Tot            | PF             | PS             | Vin     | Per     | Tot     | PF      | PS      | risultato  | avversaria          |
| -------- | -------------- | -------------- | -------------- | -------------- | -------------- | -------------- | ------- | ------- | ------- | ------- | ------- | ---------- | ------------------- |
| 2001     | 1              | 0              | 3              | 4              | 83             | 94             | -       | -       | -       | -       | -       | -          | -                   |
| 2009-10  | 6              | 0              | 1              | 7              | 242            | 146            | 1       | 1       | 2       | 46      | 26      | Finale     | Istanbul Cavaliers  |
| 2011-12  | 6              | 0              | 1              | 7              | 155            | 104            | 2       | 0       | 2       | 73      | 33      | Campioni   | Hacettepe Red Deers |
| 2012-13  | 4              | 0              | 3              | 7              | 166            | 129            | -       | -       | -       | -       | -       | -          | -                   |
| 2013-14  | 3              | 0              | 4              | 7              | 98             | 126            | -       | -       | -       | -       | -       | -          | -                   |
| 2014-15  | 3              | 0              | 4              | 7              | 88             | 148            | -       | -       | -       | -       | -       | -          | -                   |
| 2016     | 3              | 0              | 3              | 6              | 101            | 126            | 0       | 1       | 1       | 0       | 6       | Semifinale | Boğaziçi Sultans    |
| 2017     | 0              | 0              | 7              | 7              | 32             | 195            | -       | -       | -       | -       | -       | -          | -                   |
| 2019     | 3              | 0              | 4              | 7              | 134            | 168            | -       | -       | -       | -       | -       | -          | -                   |
| 2020     | 0              | 0              | 1              | 1              | 0              | 43             | -       | -       | -       | -       | -       | -          | -                   |
| 2022     | 3              | 0              | 4              | 7              | 92             | 122            | -       | -       | -       | -       | -       | -          | -                   |
| 2023     | 1              | 0              | 6              | 7              | 43             | 125            | -       | -       | -       | -       | -       | -          | -                   |
| 2024     | 3              | 0              | 4              | 7              | 117            | 133            | 0       | 1       | 1       | 12      | 41      | Semifinale | Koç Rams            |
| Totale   | 36             | 0              | 45             | 81             | 1351           | 1659           | 3       | 3       | 6       | 131     | 106     |            |                     |

Fonti: Enciclopedia del Football - A cura di Massimo Mezzetti

##### 2. Lig
| Stagione | regular season | regular season | regular season | regular season | regular season | regular season | playoff | playoff | playoff | playoff | playoff | playoff   | playoff             |
|          | Vin            | Par            | Per            | Tot            | PF             | PS             | Vin     | Per     | Tot     | PF      | PS      | risultato | avversaria          |
| -------- | -------------- | -------------- | -------------- | -------------- | -------------- | -------------- | ------- | ------- | ------- | ------- | ------- | --------- | ------------------- |
| 2018     | 6              | 0              | 0              | 6              | 164            | 45             | 2       | 0       | 2       | 84      | 6       | Campioni  | Hacettepe Red Deers |
| Totale   | 6              | 0              | 0              | 6              | 164            | 45             | 2       | 0       | 2       | 84      | 6       |           |                     |

Fonti: Enciclopedia del Football - A cura di Massimo Mezzetti

### Riepilogo fasi finali disputate
| Anno           | Luogo    | Evento | Fase del torneo | Incontro                            | Risultato |
| 23 maggio 2010 |          | 1. Lig | Finale          | Istanbul Cavaliers - Gazi Warriors  | 18 - 13   |
| 27 maggio 2012 |          | 1. Lig | Finale          | Gazi Warriors - Hacettepe Red Deers | 47 - 12   |
| 29 maggio 2016 |          | 1. Lig | Semifinale      | Boğaziçi Sultans - Gazi Warriors    | 6 - 0     |
| 9 giugno 2018  | Ankara   | 2. Lig | Finale          | Hacettepe Red Deers - Gazi Warriors | 0 - 42    |
| 26 maggio 2024 | Istanbul | 1. Lig | Semifinale      | Koç Rams - Gazi Warriors            | 41 - 12   |

## Palmarès
- 2 Campionati turchi (2010-11, 2011-12)
- 1 2. Lig (2018)